# Medalla al Mérito Filatélico
La Medalla al Mérito Filatélico es una condecoración civil española que premia el trabajo en fomento, defensa y difusión de la filatelia, así como la colaboración prestada a los organismos de la Administración española con estos mismos fines. Esta distinción se encuentra regulada por la Orden del Ministerio de Fomento 2862/2004, de 30 de julio, por la que se aprueba el Reglamento de la Orden Civil del Mérito Postal y la Medalla al Mérito Filatélico. El real decreto 968/2002, de 20 de septiembre adaptó las normas que regulaban esta recompensa a la estructura organizativa adoptada por el Ministerio de Fomento.

## Grados
Cuenta con las siguientes categorías: 
- Medalla de Oro
- Medalla de Plata
- Medalla de Bronce

De acuerdo con la Orden del Ministerio de Fomento 2862/2004, de 30 de julio, se considera como mérito para la concesión de la Medalla al Mérito Filatélico la labor realizada en orden al estudio y la investigación de la filatelia y la propagación de la afición al coleccionismo de sellos de Correos, la relevante labor como responsable de entidades u organizaciones, nacionales o internacionales, públicas o privadas, del sector filatélico, así como cualesquiera otros servicios de carácter extraordinario o de notoria utilidad para los intereses generales filatélicos.
La concesión de las medallas se formalizará de oficio, por la Secretaría Consejo de la Medalla al Mérito Filatélico, o a instancia de parte a través de los representantes legales de asociaciones, organizaciones o entidades; tanto públicas como privadas, nacionales o internacionales, pero representativas del sector postal. Las propuestas deberán ir dirigidas al Secretario del Consejo de la Medalla al Mérito Filatélico y deberán comprender una previa instrucción de expediente, en el que deberán constar:
- Los méritos y circunstancias que concurren en el candidato, con indicación de los aspectos más significativos.
- La ausencia o irrelevancia de faltas, infracciones o antecedentes negativos que invaliden o desmerezcan los méritos.
- Los informes que en cada caso resulten oportunos. Cuando se trate de funcionarios públicos será preceptivo el informe del departamento, entidad u organismo de que dependan. Cuando se trate de ciudadanos o entidades extranjeras será preceptivo el informe del Ministerio de Asuntos Exteriores y de Cooperación.
- La relación o referencia a los demás honores, distinciones o condecoraciones que posea el candidato.
- La conformidad del interesado. Cuando no conste previamente, la concesión se entenderá condicionada a la aceptación.
La tramitación del expediente de concesión de las medallas corresponde a la Secretaría del Consejo de la Medalla al Mérito Filatélico. La propuesta deberá ser informada preceptivamente por el secretario de dicho Consejo y por el Servicio Jurídico del Estado en el Ministerio de Fomento. La concesión de las condecoraciones deber ir firmada por el Subsecretario del Ministerio de Fomento y por el Secretario del Consejo de la Medalla al Mérito Filatélico.

## Descripción de la insignia
La insignia de la Medalla al Mérito Filatélico en todas sus categorías es de forma circular y cuenta con un diámetro de 50 milímetros. En el anverso, situado en su centro, se muestra el escudo de España rodeado por la inscripción: "MEDALLA AL MÉRITO FILATÉLICO". En el reverso, situado en su mitad izquierda, aparece grabada una reproducción del primer sello emitido en España durante el reinado de Isabel II. Superpuesto a éste, sobre la mitad derecha figura otro sello, de mayor tamaño, reproduciendo un ejemplar de la primera serie básica, del rey Juan Carlos I, orlado por dos líneas que recorren el perímetro y entre las que, en la mitad izquierda, se sitúa la leyenda: "BAJO EL REINADO DE ISABEL II APARECIÓ EL PRIMER SELLO DE ESPAÑA". Sobre el sello de Isabel II, aparece grabado el año "1850" y debajo: "ISABEL II". Debajo del sello de Juan Carlos I, se observa la leyenda: "1976" y "JUAN CARLOS I".
La medalla de oro es de plata con un baño de oro fino, la de plata está realizada con el mismo metal, ligeramente oxidado, y la de bronce es de metal bronceado. Junto a estas insignias, se entregan otras, de tamaño reducido para ser utilizadas como miniaturas de solapa o prendedor. Las entidades condecoradas con esta distinción recibirán una corbata con los colores de su cinta y la insignia bordada y decorada con un fleco de oro, plata o bronce, en función de cada categoría.

## Desposesión de distinciones
El agraciado con cualesquiera de las categorías que haya sido sentenciado por la comisión de un delito doloso o pública y notoriamente haya incurrido en actos contrario a las razones determinantes de la concesión de la distinción podrá, en virtud de expediente iniciado de oficio o por denuncia motivada, y con intervención del Fiscal de la Real Orden, ser desposeído del título correspondiente a la distinción concedida, decisión que corresponde a quien la otorgó.